# Anatolij Tjukanov
Anatolij Tjukanov, född 10 maj 1954 i Novopasovska i Rostov oblast i dåvarande Sovjetunionen, död 12 juni 2021, var en sovjetisk tävlingscyklist som tog OS-guld i lagtempoloppet vid olympiska sommarspelen 1976 i Montréal.